# ワン・アメリカ・ニュース・ネットワーク
ワン・アメリカ・ニュース・ネットワーク（One America News Network、OANN）は、2013年7月4日にロバート・ヘリング・シニアによって設立され、ヘリング・ネットワークが所有する、極右の親ドナルド・トランプケーブルチャンネル。

## 概要
プライムタイムの政治トークショーは右派や陰謀論的な見解を述べており、チャンネルはトランプの「最大の支持者」の一つであるとされている。
ヘリングはAT&TがOANの設立・経営に関与していると法廷で証言している。
FOXニュースがかつてほど保守的ではなくなったと感じる視聴者がターゲット層となっている。

### 反ワクチン
OANは科学的事実に反してCOVID-19ワクチンが危険であると複数回報じている。OANは反ワクチンの見解を持つピーター・A・マッカローにインタビューしたこともある。

### 不正選挙報道
2020年アメリカ合衆国大統領選挙では、OANはトランプ大統領が作った多数の陰謀論や不正疑惑に関するトランプキャンペーンを報道した。
2021年、OANは、2020年の大統領選挙中に企業が不正選挙に関与したという誤った主張を助長したとしてドミニオン・ヴォーティング・システムズとSmartmaticから訴訟を起こされた。

### ジョージ・フロイド抗議運動
ジョージ・フロイドの死に対する抗議運動への参加者をバッファロー警察が突き飛ばした事件で、OANは参加者がANTIFAと関係していると誤って報じた。報道はトランプ大統領に引用された。
なお、この誤報に関わったOANの記者はロシアの国営メディアであるスプートニク通信社に勤めていたことがある。

### 英語版ウィキペディアにおける出典への使用禁止
2019年、英語版ウィキペディアは、「フェイクニュース、陰謀論、誤解を招く記事を報じていて信頼性が低い」との理由でOANを非推奨の情報源に指定した。